# 박주가리
박주가리 또는 새박덩굴(영어: Asclepias 또는 milkweeds)은 협죽도과에 속하는 여러해살이풀이다. 박주라기 또는 박조라기라고도 부른다.

## 생태
땅속줄기로 번식하고 줄기는 길이 3미터에 이른다. 줄기나 잎을 꺾으면 우유같은 흰 즙이 나온다. 굵은 줄기로 이웃한 나무를 감아 올라가며 심각한 피해를 주기도 한다. 잎은 마주 나며 잎자루가 길고 긴 심장 모양인데 잎 뒷면은 분처럼 희다. 7~8월에 엷은 자줏빛 꽃이 잎겨드랑이에서 총상 꽃차례로 핀다. 열매는 길둥근 모양으로 크며 10센티미터 남짓이다. 씨에는 흰 털이 있어서 바람에 날린다. 들에 나는데, 대한민국 각지 및 일본, 중국, 쿠릴열도에 분포한다. 왕나비 애벌레의 먹이식물인데, 왕나비 애벌레는 박주가리를 먹고 자라며 박주가리의 독을 모아두었다가 나비가 되면 천적인 새로부터 몸을 보호하는 데 이용한다.

## 쓰임새
씨는 먹으며, 흰 털은 솜의 대용으로 인주를 만드는 데에 사용한다.

## 사진

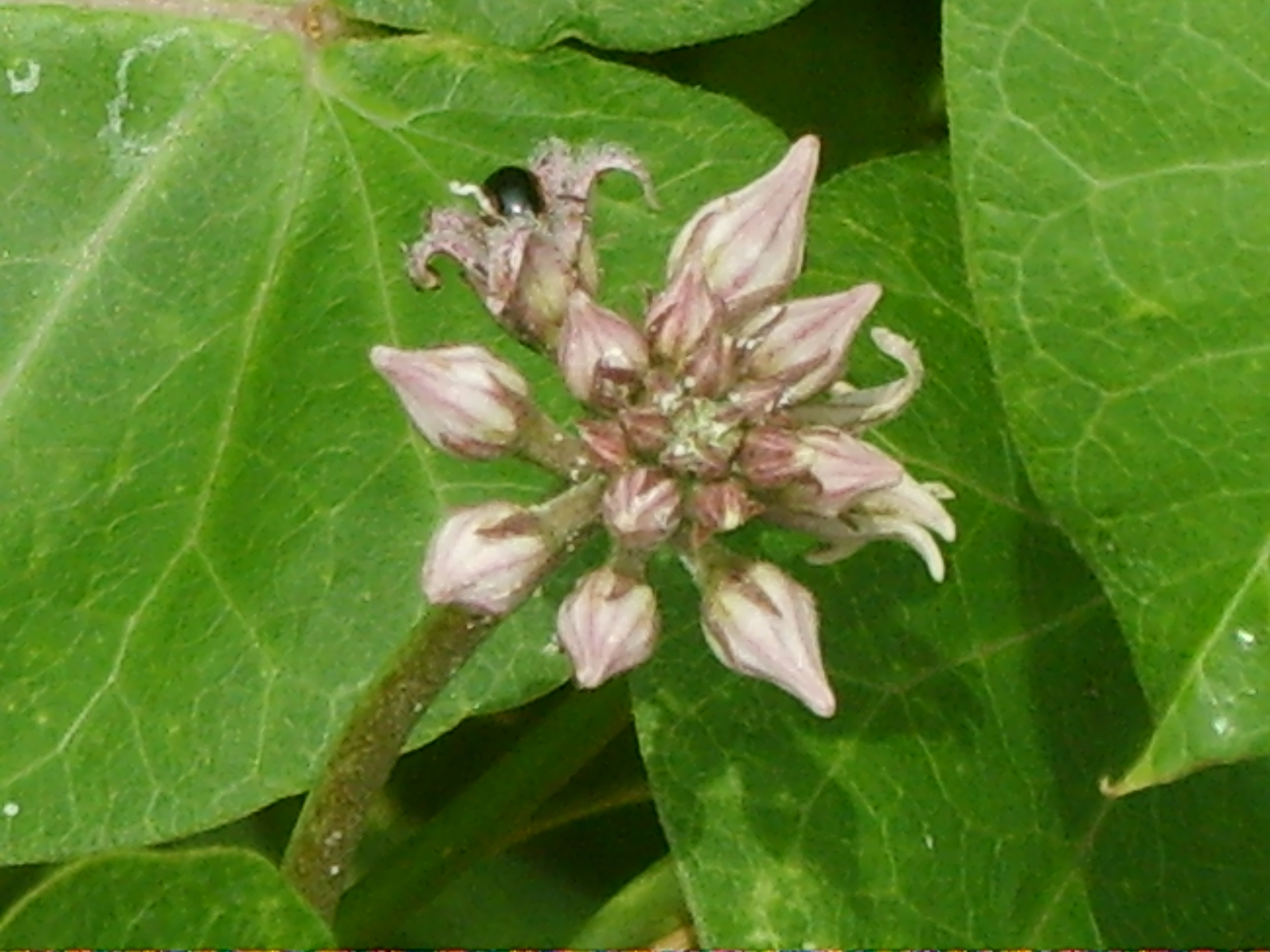
꽃
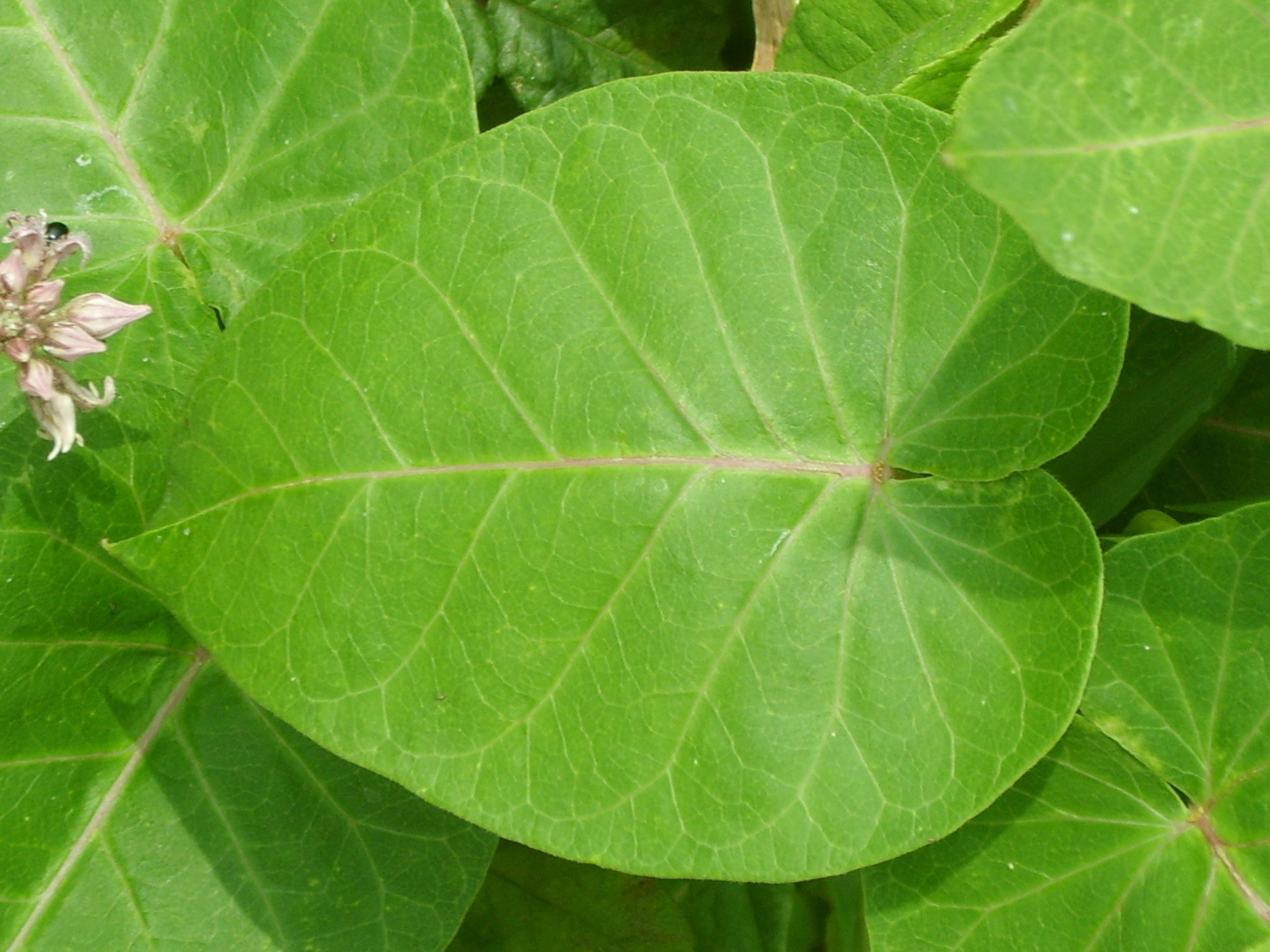
잎
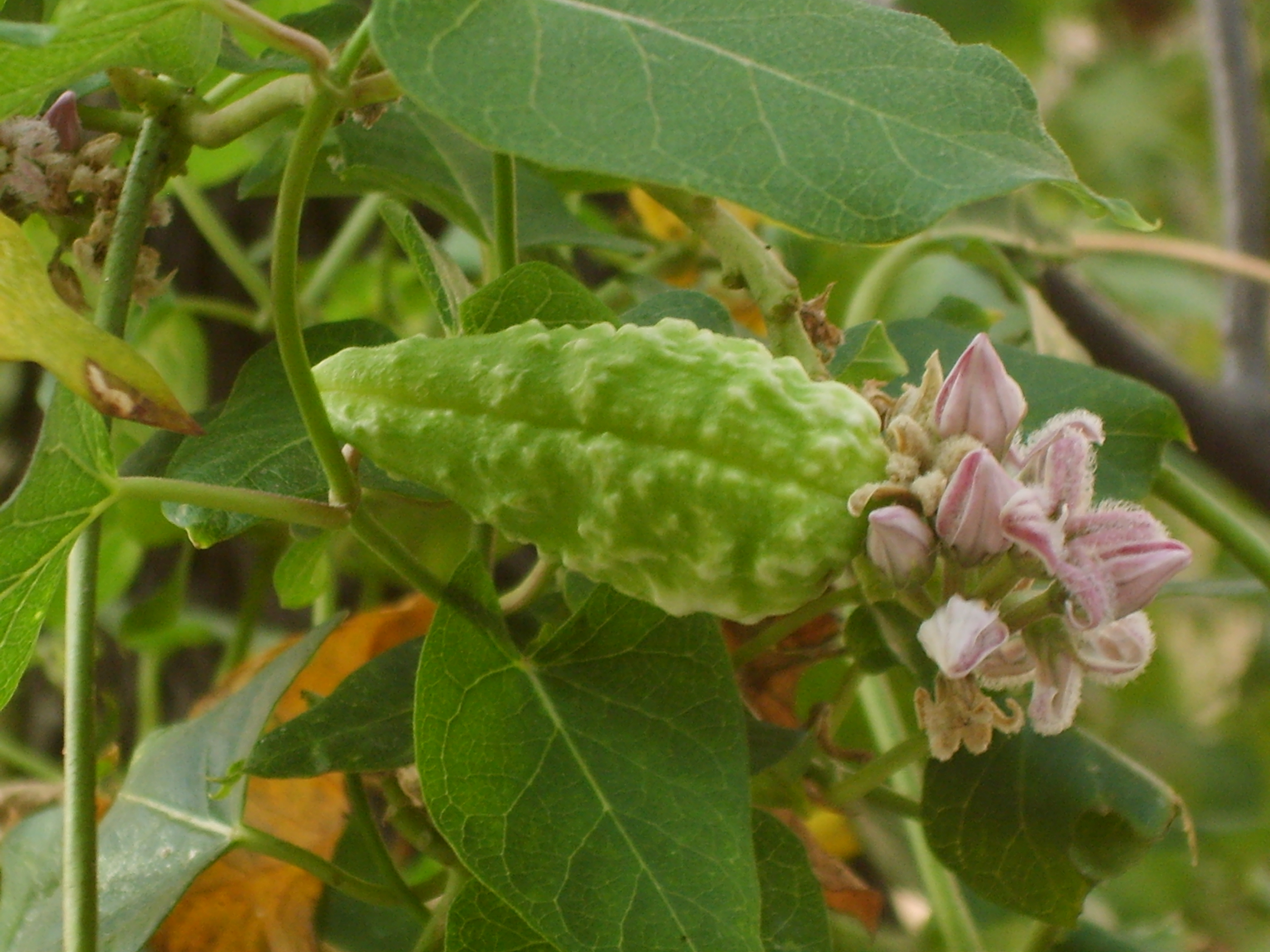
열매
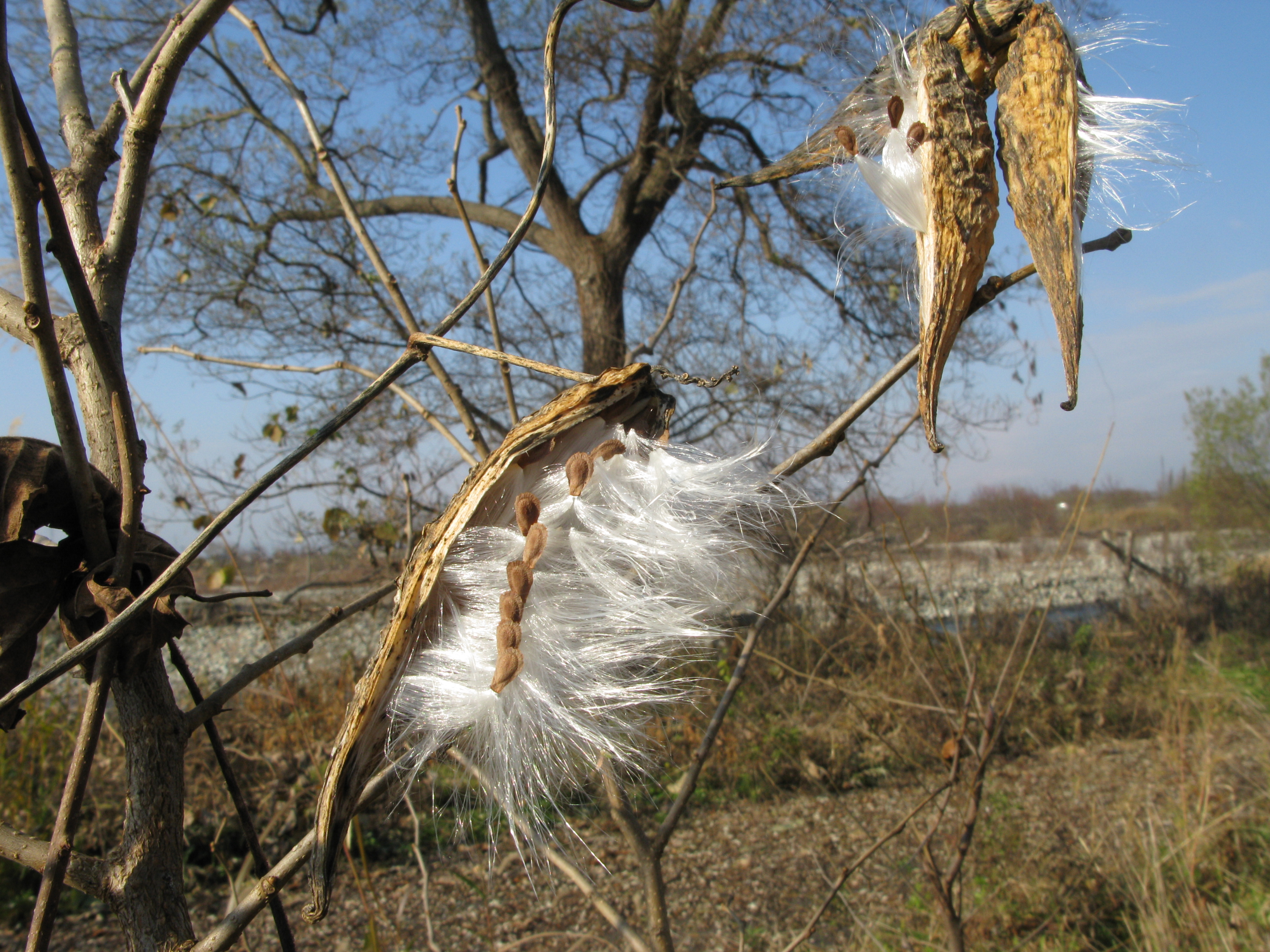
씨